# Angelo Peña

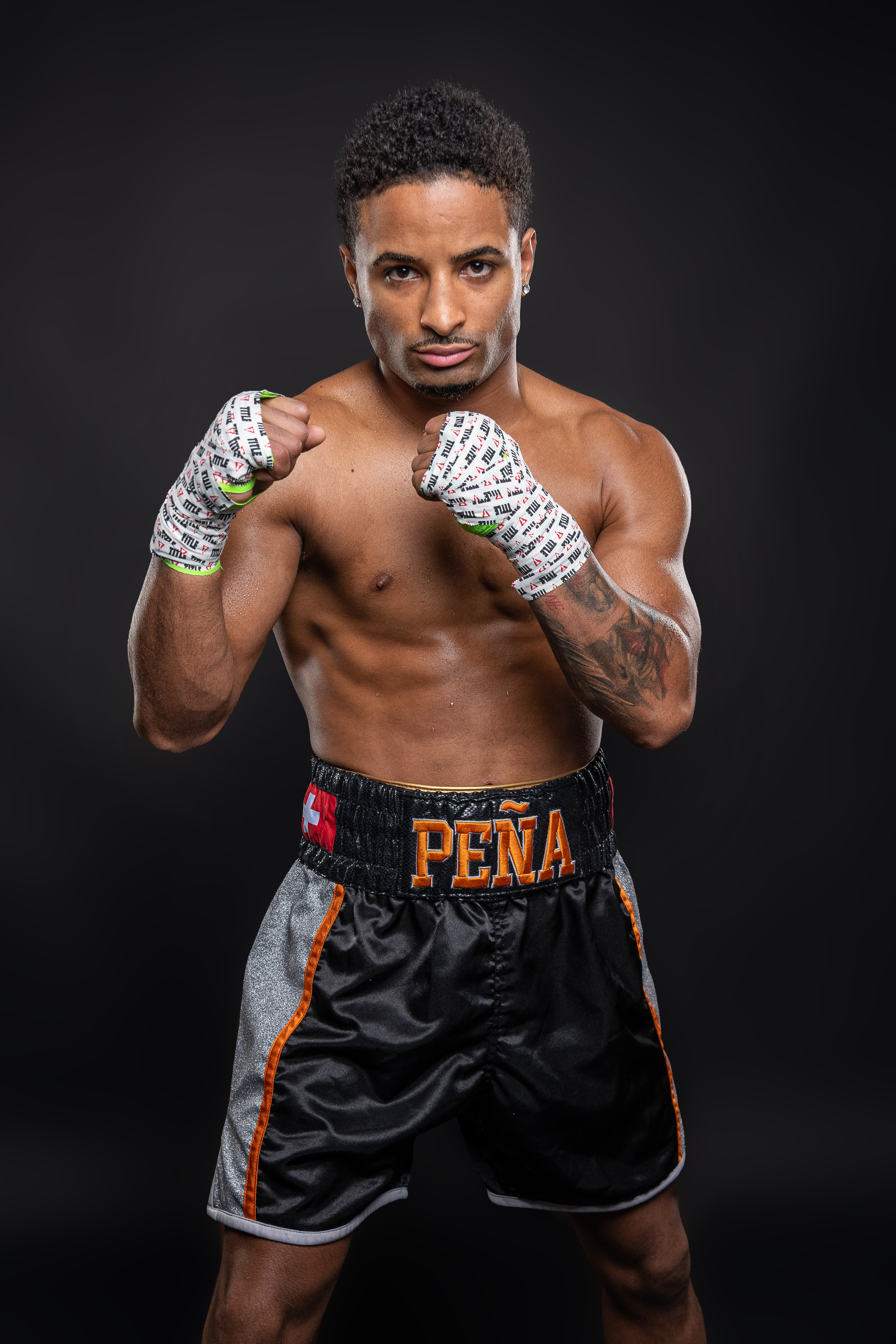
Angelo «The One» Peña

Angelo Rafael Peña (* 30. September 1994 in Madrid, Spanien) ist ein Schweizer Profiboxer. Er boxt im Superfedergewicht.

## Leben
Angelo Peña wurde als Sohn dominikanischer Eltern in der spanischen Hauptstadt Madrid geboren. Danach zog er mit seinen Eltern in die Dominikanische Republik und wuchs dort in einer Grossfamilie auf. Da viele seiner Verwandten selber boxten, entdeckte er früh seine Leidenschaft für den Sport. Mit acht Jahren kam er in die Schweiz nach Ostermundigen. Als Jugendlicher war er in vielen Sportarten aktiv, insbesondere im Kickboxen und im Fussball. Ab 2017 konzentrierte er sich auf das Boxen: Er trat dem BoxingKings Club in Bern bei und wird seither vom ehemaligen Profiboxer Alain Chervet trainiert.

## Amateurkarriere
Am 16. September 2017 bestritt Peña seinen ersten Amateurkampf in St. Gallen siegreich. Zwischen 2017 und 2021 trat er zu insgesamt 41 Amateurkämpfen an, wobei er nur sieben Niederlagen erlitt. In den Jahren 2018, 2019 und 2021 wurde Peña Amateur-Schweizer-Meister. Im Februar 2021 nahm er am EUBC-Turnier «Strandja Memorial» in Sofia teil.

## Profikarriere
Im Herbst 2021 unterschrieb Peña einen Vertrag mit der Schweizer Boxpromotion Swiss Pro Boxing; er wird seither von Leander Strupler gemanagt. Er gab sein Profidebüt am 26. Dezember 2021 am Boxing Day im Kursaal Bern. Dabei gewann er gegen den Georgier Irakli Shariashvili durch K. o. in Runde 2. Seither bestritt er weitere Profikämpfe: Unter anderem besiegte er im Juni 2022 in Deutschland den ehemaligen italienischen Meister Nicola Cipolletta.
Anfang 2023 absolvierte er während eines Trainingscamps im Matchroom Boxing Gym in Essex, England, Sparring-Einheiten mit dem Superfedergewichts-Weltmeister Joe Cordina. Dieser bereitete sich damit auf seinen IBF-Weltmeisterkampf gegen Shavkat Rakhimov vor.
Beim Boxing Day am 26. Dezember 2023 besiegte Peña den ehemaligen EBU-Europameister Sofiane Takoucht aus Frankreich und sicherte sich so den kontinentalen Titel der IBO im Superfedergewicht. Im März 2024 bezwang er den vierfachen brasilianischen Meister Eduardo Costa do Nascimento.
Im Sommer 2024 wechselte Angelo Peña seinen Trainerstab: Er wird nun von der kubanischen Trainerlegende Ismael Salas und dessen Trainerteam betreut und bereitet sich seither auf Kämpfe in Las Vegas vor.
Seinen bis dahin größten Karriereerfolg erreichte Angelo Peña im Herbst 2024 mit seinem zehnten Sieg im zehnten Profikampf. In der ausverkauften Mobiliar Arena konnte sich der Schweizer nach zehn Runden gegen den Japaner Hiroki Hanabusa durchsetzen und sicherte sich so den WBO Intercontinental Titel.

## Sonstiges
Peña hat eine Detailhandelslehre abgeschlossen und arbeitet in Teilzeit als Barista. Vor seinem WBO-Titelkampf am 14. September 2024 wurden sowohl die schweizerische als auch die dominikanische Hymne gespielt.